# Ginástica nos Jogos Olímpicos de Verão de 1904 - Escalada de corda
A final masculina da escalada de corda da ginástica artística nos Jogos Olímpicos de Verão de 1904 contou com a participação de um número não documentado de atletas e foi realizada no dia 28 de outubro de 1904.

## Medalhistas
| Ouro   | USA George Eyser   |
| Prata  | USA Charles Krause |
| Bronze | USA Emil Voigt     |

## Final
Sem a fase classificatória, os ginastas competiram diretamente pelas medalhas. Apenas as três primeiras colocações ficaram registradas, incluídas as pontuações atingidas.
| Pos.              | Ginasta        | Nação              | Total |
| ----------------- | -------------- | ------------------ | ----- |
| Medalha de ouro   | George Eyser   | USA Estados Unidos | 9,800 |
| Medalha de prata  | Charles Krause | USA Estados Unidos | 7,200 |
| Medalha de bronze | Emil Voigt     | USA Estados Unidos | 7,000 |